# Djidja
Djidja è una città situata nel dipartimento di Zou nello Stato del Benin con 94 967 abitanti (stima 2006).